# Apollonia (helgen)
 For alternative betydninger, se Apollonia. (Se også artikler, som begynder med Apollonia)
Apollonia er navnet på en helgen. Hun fik slået alle sine tænder ud, og døde som martyr omkring 250 i Alexandria. Hun er skytshelgen for tandlæger. 
Apollonia var en from, ældre dame, der levede i Alexandria i 200-tallet, hvor hun også led martyrdøden. 240'erne var ikke præget af kristenforfølgelser generelt, men lokale anti-kristne kampagner forekom. Således udbrød der en forfølgelse af kristne i Alexandria i 249, og Apollonia blev herunder pågrebet af en vred menneskemængde, der truede hende, og en mand gav hende så hårdt et slag i ansigtet, at alle hendes tænder røg ud. Apollonia blev tvunget med uden for byen, hvor et stort bål var blevet tændt. De vrede mennesker truede nu med at kaste hende på bålet, hvis hun ikke ville afsværge sin tro. Apollonia lod som om hun ville føje dem, og idet de slap taget i den gamle kvinde, bad hun en kort bøn, og sprang selv ind i bålet.
I middelalderen begyndte der at dukke mange relikvier op, der mentes at stamme fra denne helgeninde. Det var gerne tænder eller dele af hendes kæbe. Pave Pius 6. (1775-99) brød sig ikke om denne relikviedyrkelse, og beordrede, at alle de Apollonia-tænder, der var genstand for dyrkelse rundt omkring i Italien, skulle samles sammen og smides i Tiberen. Kassen, hvori Apollonia-tænderne blev lagt, vejede efter sigende omkring 3 kilo.
Folk bad Apollonia om lindring for tandpine, og hun blev tandlægernes skytshelgen. Hun afbildes gerne som en ung kvinde med enten en tandlægetang i hænderne eller en halskæde, hvori der hænger en eller flere af hendes tænder.
Sankt Apollonia kan ses på et kalkmaleri i Gislinge Kirke og hun pryder også hjemmesiden for tandlægeskolen i Århus. I Viborg blev der i 1994 opstillet en bronzestatue af Apollonia, udført af kunstneren Hanne Varming. Statuen er opstillet i Sankt Leonis Gade, på det sted, hvor ”Lones Kilde” tidligere havde sit udløb. Det blev sagt om kilden, at dens vand var meget rent og klart, og kunne lindre og dulme tandpine.